# Placoceratias fuscithorax
Placoceratias fuscithorax är en tvåvingeart som beskrevs av Günther Enderlein 1910. Placoceratias fuscithorax ingår i släktet Placoceratias och familjen platthornsmyggor. Inga underarter finns listade i Catalogue of Life.